# Nolan County
Nolan County är ett administrativt område i delstaten Texas, USA. År 2010 hade county 15 216 invånare. Den administrativa huvudorten (county seat) är Sweetwater. 

## Geografi
Enligt United States Census Bureau har countyt en total area på 2 367 km². 2 352 km² av den arean är land och 5 km² är vatten. 

### Angränsande countyn
- Fisher County - norr
- Taylor County - öster
- Runnels County - sydost
- Coke County - söder
- Mitchell County - väster